# Paschim Bardhaman
Der Distrikt Paschim Bardhaman (bengalisch পশ্চিম বর্ধমান Paścim Bardhamān Pashchim Bardhaman; „West-Bardhaman“) ist ein Distrikt des indischen Bundesstaats Westbengalen. Verwaltungs- und Wirtschaftszentrum ist die Stadt Asansol.

## Geographie
Der Distrikt Paschim Bardhaman liegt im Westen des Bundesstaats Westbengalen. Er hat etwa die Form eines Rechtecks der Kantenlängen 85 × 20 km, das Mit der Längsachse Richtung Nordwesten ausgerichtet ist. Die langen Kanten des Rechtecks werden durch zwei Flüsse markiert: im Nordosten der Ajay und im Südwesten der Damodar. Beide fließen in südöstliche Richtung. Im Nordwesten grenzt der Distrikt an den Maithon-Stausee. Geographisch bildet der Distrikt eine Übergangszone zwischen der westlich gelegenen Hochebene von Chota Nagpur zum östlich gelegenen Tiefland von Bengalen. Im Westen findet sich karger, felsiger und hügeliger Lateritboden, der sich zu felsigen Hügeln erhebt, von denen der höchste 227 Meter hoch ist. Im Osten ist Landschaft von fruchtbarem, flachen Schwemmland geprägt.
Im Nordwesten grenzt der Distrikt an den indischen Bundesstaat Jharkhand, im Nordosten an den Distrikt Birbhum, im Südosten an den Distrikt Purba Bardhaman, im Süden und Südwesten an den Distrikt Bankura sowie im Westen an den Distrikt Purulia. Der Distrikt hat eine Fläche von 1603,17 km².

## Geschichte
Mikrolithen, die in der Nähe von Durgapur gefunden wurden, weisen darauf hin, dass das Tal des Ajay seit mindestens 5000 v. Chr. von modernen Menschen besiedelt ist. Im Altertum und Mittelalter gehörte die Region nacheinander zum Magadha-, Maurya-, Kuschana- und Gupta-Reich, bzw. stand unter deren Einflüssen. Im 7. Jahrhundert n. Chr. gehörte sie zum Gauda-Reich und wurde danach von den Dynastien der Pala und der Sena beherrscht. Im Jahr 1199 wurde sie vom muslimischen Eroberer Muhammad bin Bakhtiyar Khalji eingenommen und es folgten Jahrhunderte muslimischer Herrschaft. Im späten 12. Jahrhundert fiel das Gebiet an das Sultanat von Delhi und war von 1352 bis 1574 Teil des Sultanats von Bengalen. Im Jahr 1574 wurde es Teil des Mogulreichs. Nach der Schlacht bei Plassey 1757 geriet das Gebiet zunächst unter die indirekte und später direkte Herrschaft der Britischen Ostindien-Kompanie und wurde später administrativ Teil des Distrikts Burdwan/Bardhaman und der Präsidentschaft Bengalen. Unter britischer Herrschaft gab es zahlreiche Änderungen der Distriktgrenzen. Nach der Unabhängigkeit Indiens im Jahr 1947 kam der Distrikt zum Bundesstaat Westbengalen. Am 4. April 2017 wurde er in die Distrikte Paschim Bardhaman und Purba Bardhaman (West- und Ost-Bardhaman) aufgeteilt. Paschim Bardhaman wurde aus den beiden Subdivisionen Asansol und Durgapur gebildet.

## Bevölkerung
Anmerkung: der Distrikt wurde zwar erst 2017 geschaffen. Doch gab es bereits früh die subdivision Asansol und ab 1971 die subdivisions Asansol und Durgapur, die das gleiche Gebiet wie der heutige Distrikt Paschim Bardhaman abdecken. Alle Einwohnerzahlen stammen aus den Ergebnissen der indischen Volkszählungen für die Subdivision Asansol und Durgapur im Distrikt Bar(r)dhaman (auch Burdwan).

### Einwohnerentwicklung
In den ersten Jahrzehnten des 20. Jahrhunderts wuchs die Bevölkerung bereits stark. Dies trotz Seuchen, Krankheiten und Hungersnöten. Seit der Unabhängigkeit Indiens hat sich die Bevölkerungszunahme nochmals gesteigert. Während die Bevölkerung in der ersten Hälfte des 20. Jahrhunderts nur um rund 107 % zunahm, betrug das Wachstum in den 50 Jahren zwischen 1961 und 2011 164 %. Die Bevölkerungszunahme zwischen 2001 und 2011 lag allerdings bei nur 12,90 % oder rund 329.000 Menschen. Offizielle Bevölkerungsstatistiken für ganz Indien und die heutigen Gebiete sind seit 1872 bekannt und veröffentlicht.
| Jahr      | 1901    | 1911    | 1921    | 1931    | 1941    | 1951    | 1961      | 1971      | 1981      | 1991      |
| Einwohner | 370.988 | 388.582 | 403.964 | 463.080 | 605.689 | 769.265 | 1.091.074 | 1.438.650 | 1.876.665 | 2.406.772 |

### Bedeutende Orte
Im Distrikt gibt zahlreiche Orte, die als Städte (towns und census towns) gelten. Deshalb ist der Anteil der städtischen Bevölkerung im Distrikt sehr hoch. Denn 2.351.954 der 2.882.031 Einwohner oder 81,61 % leben in städtischen Gebieten. Die fünf Metropolen mit mehr als 100.000 Bewohnern sind:

### Volksgruppen
In Indien teilt man die Bevölkerung in die drei Kategorien general population, scheduled castes und scheduled tribes ein. Die scheduled castes (anerkannte Kasten) mit (2011) 628.568 Menschen (21,81 Prozent der Bevölkerung) werden heutzutage Dalit genannt (früher auch abschätzig Unberührbare betitelt). Die scheduled tribes sind die anerkannten Stammesgemeinschaften mit (2011) 161.946 Menschen (5,62 Prozent der Bevölkerung), die sich selber als Adivasi bezeichnen. Zu ihnen gehören in Westbengalen 39 Volksgruppen. Da der heutige Distrikt Paschim Bardhaman 2011 noch zum Distrikt Bardhaman gehörte, ist eine Aufgliederung nach Volksgruppen nicht möglich (da die Zahlen nur bis Distriktshöhe aufgegliedert sind). Die Anteile der anerkannten Stammesgemeinschaften schwanken von Block zu Block stark. Generell sind sie in den Städten mit der Ausnahme von Jamuria (8,85 % Bevölkerungsanteil) schwach vertreten. In den Städten liegt der Anteil der anerkannten Stammesgemeinschaften bei nur 4,22 %, auf dem Land bei 11,82 %. In den Blocks Barabani (17,38 % Bevölkerungsanteil), Pandabeswar (15,60 % Bevölkerungsanteil), Raniganj (14,76 % Bevölkerungsanteil), Kanksa (13,13 % Bevölkerungsanteil) und Salanpur (13,08 % Bevölkerungsanteil) gibt es weit überdurchschnittlich viele Angehörige der anerkannten Stammesgemeinschaften.

### Bevölkerung des Distrikts nach Sprachen
Eine überwältigende Mehrheit der Bevölkerung spricht eine indoarische Sprache. Zu dieser Sprachgruppe zählen im Distrikt alle Personen, die Bengali, Hindi, Urdu, Bhojpuri, Pandschabi und Odia als Muttersprache benutzen. Die Munda-Sprachen als Zweig der austroasiatischen Sprachfamilie sind die zweite bedeutende Sprachgruppe im Distrikt. Zu ihnen gehören Santali, Mundari, Munda und Koda/Kora.
Eine knappe Bevölkerungsmehrheit spricht Bengali. In den fünf Metropolen 52,67 % und in den Blocks 66,38 %. Bengali ist nur in der Stadt Durgapur Mehrheitssprache. In Asansol, Jamuria und Kulti ist Bengali in der Minderheit, aber meistgesprochene Sprache. In Raniganj (39,12 % Bevölkerungsanteil) ist es nach Hindi nur auf dem zweiten Platz. In Raniganj hat Hindi einen Bevölkerungsanteil von 41,32 %, in allen fünf Metropolen 29,51 %.
In den Blocks (mit Stadtbevölkerung und Landbevölkerung) sind die Verhältnisse deutlich anders als in den Stadtkreisen. Dort sprechen 66,38 % Bengali und nur 22,74 % Hindi. In sieben der acht Blocks sind die Bengalisprachigen in der Mehrheit. Nur im Block Pandabeswar ist Bengali eine relative Mehrheit.
Allerdings gibt es auch dort deutliche Unterschiede zwischen Stadt und Land. In den Städten der acht Blocks sprechen 347.502 Personen oder 55,24 % der Bevölkerung Bengali und 218.256 Personen oder 34,70 % der Bevölkerung Hindi. Auf dem Land sprechen beinahe vier von fünf Menschen (421.960 Personen oder 79,60 %) Bengali und nur 45.313 Personen oder 8,55 % Hindi.
Mehr als 10 % der Landbevölkerung sprechen Santali. Besonders hoch ist ihr Anteil auf dem Land in den Blocks Barabani (15,15 % Bevölkerungsanteil), Pandabeswar (13,05 % Bevölkerungsanteil) und Salanpur (12,23 % Bevölkerungsanteil). Die meistgesprochenen Sprachen mit mehr als 10000 Personen zeigt die folgende Tabelle:
| Jahr                                   | Bengali   | Bengali | Hindi   | Hindi | Urdu    | Urdu | Santali | Santali | Bhojpuri | Bhojpuri | Pandschabi | Pandschabi | Odia   | Odia | Total     | Total    |
| Jahr                                   | Zahl      | %       | Zahl    | %     | Zahl    | %    | Zahl    | %       | Zahl     | %        | Zahl       | %          | Zahl   | %    | Zahl      | %        |
| -------------------------------------- | --------- | ------- | ------- | ----- | ------- | ---- | ------- | ------- | -------- | -------- | ---------- | ---------- | ------ | ---- | --------- | -------- |
| 2011                                   | 1.677.015 | 58,19   | 771.930 | 26,78 | 218.908 | 7,60 | 127.387 | 4,42    | 17.323   | 0,60     | 14.963     | 0,52       | 11.439 | 0,40 | 2.882.031 | 100,00 % |
| Quelle: Ergebnis der Volkszählung 2011 |           |         |         |       |         |      |         |         |          |          |            |            |        |      |           |          |

### Bevölkerung des Distrikts nach Bekenntnissen
Eine klare Mehrheit in allen acht Blocks der Bevölkerung sind Hindus. Die Muslime sind die einzige bedeutende religiöse Minderheit. Doch in allen Regionen des Distrikts sind die Hindus eine deutliche Mehrheit.
In den Metropolen ist der Anteil der Anhänger des Islams bedeutend höher als auf dem Land mit 16,19 % Muslimen (gegenüber dem Hinduismus mit 81,46 %) in den fünf Metropolen und 9,06 % (gegenüber dem Hinduismus mit 89,63 %) in den Blocks. Auf dem Land haben die Muslime vielerorts einen Anteil von weniger als 5 %. Die genaue religiöse Zusammensetzung der Bevölkerung zeigt folgende Tabelle:
| Jahr                                   | Buddhisten | Buddhisten | Christen | Christen | Hindus    | Hindus | Jainas | Jainas | Muslime | Muslime | Sikhs  | Sikhs | Andere | Andere | keine Angaben | keine Angaben | Total     | Total    |
| Jahr                                   | Zahl       | %          | Zahl     | %        | Zahl      | %      | Zahl   | %      | Zahl    | %       | Zahl   | %     | Zahl   | %      | Zahl          | %             | Zahl      | %        |
| -------------------------------------- | ---------- | ---------- | -------- | -------- | --------- | ------ | ------ | ------ | ------- | ------- | ------ | ----- | ------ | ------ | ------------- | ------------- | --------- | -------- |
| 2011                                   | 1171       | 0,04       | 12.636   | 0,44     | 2.442.414 | 84,75  | 1231   | 0,04   | 384.027 | 13,32   | 15.044 | 0,52  | 12.572 | 0,44   | 12.936        | 0,45          | 2.882.031 | 100,00 % |
| Quelle: Ergebnis der Volkszählung 2011 |            |            |          |          |           |        |        |        |         |         |        |       |        |        |               |               |           |          |

## Verkehr
Viele Dörfer sind über Buslinien an das regionale Verkehrsnetz angeschlossen. Hinzu kommen als überregionale Straßenverbindungen mehrere National Highways und State Highways. Auf dem Gebiet des Distrikts gibt es etliche Bahnhöfe an den Bahnlinien Richtung Kolkata und nach Nordostindien und Nordindien.

## Verwaltungsgliederung
Der Distrikt Paschim Bardhaman war im Jahr 2024 in zwei Subdivisionen und acht Community Development Blocks gegliedert:
- Division Asansol mit den CD Blocks Raniganj, Jamuria, Salanpur und Barabani;
- Division Durgapur mit den CD Blocks Andal, Pandabeswar, Faridpur Durgapur und Kanksa.